# August Mittelsten Scheid
Carl August Mittelsten Scheid (* 25. April 1871 in Barmen (heute Stadtteil von Wuppertal); † 25. Februar 1955) war ein deutscher Unternehmer.

## Leben

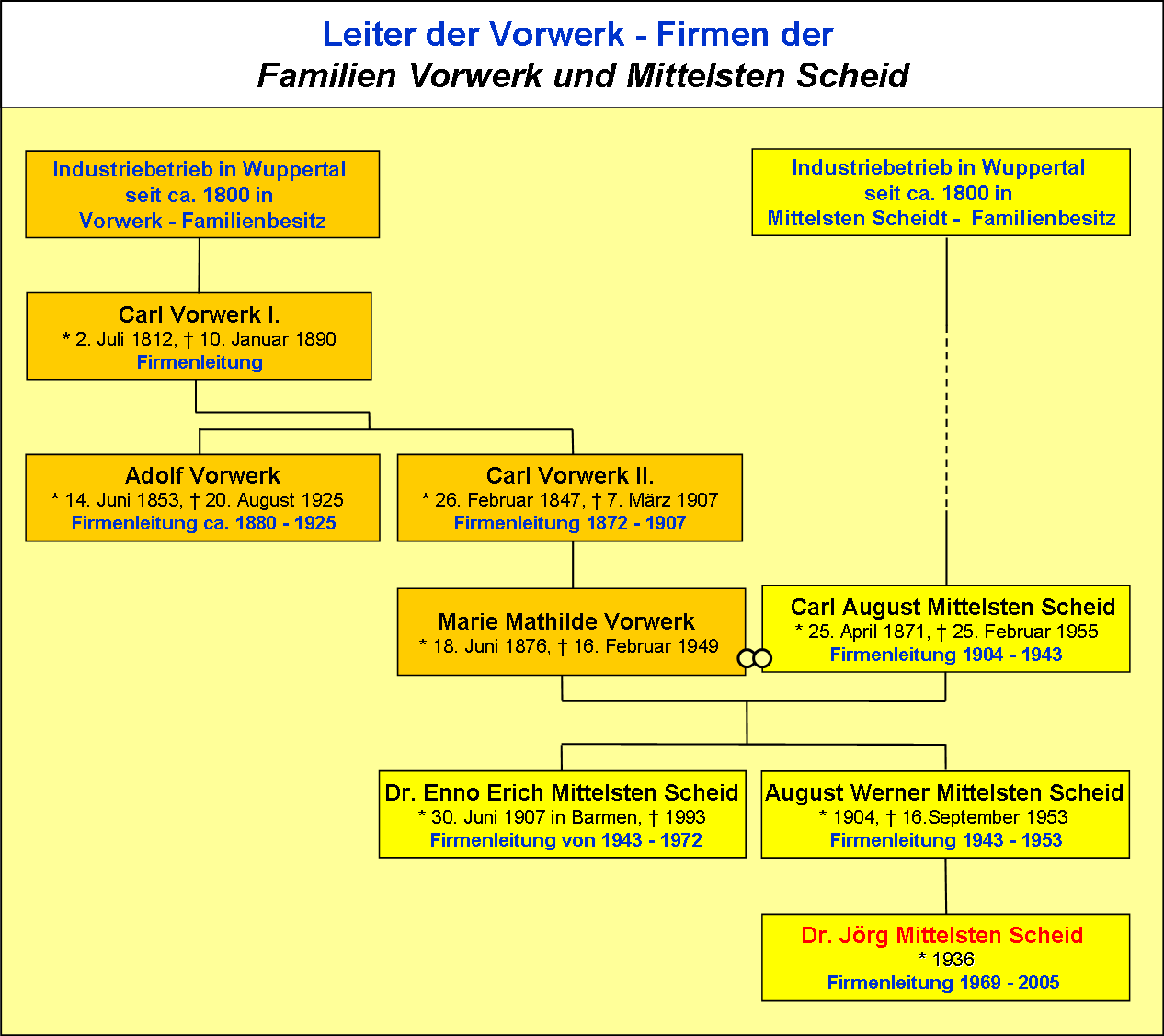
Leiter der Vorwerk-Firmen

August Mittelsten Scheid wurde 1871 als Sohn von Emil Mittelsten Scheid und dessen Ehefrau Emilie, geborene Schniewind, geboren. Im Wuppertaler Stadtteil Wichlinghausen besaß seine Familie, deren Linie bis ins 14. Jahrhundert nachgewiesen werden kann, schon seit 1765 eine Firma für Barmer Artikel, die heute noch als Firma August Mittelsten Scheid & Söhne existiert. Von 1877 bis 1886 besuchte er die Oberrealschule, heute bekannt als das Carl-Fuhlrott-Gymnasium. Nach Schulabschluss begann er eine Ausbildung bei der Firma Colsmann & Seifert in Langenberg. Danach ging er für kurze Zeit nach England und wurde, als sein Plan zur Fortsetzung seiner Ausbildung in den Vereinigten Staaten scheiterte, in die Firma seines Großvaters berufen. Durch seine Mithilfe konnte die Firma vor der Liquidation bewahrt werden, was den Grundstein für die bis heute andauernde Firmengeschichte setzte.

### Firma Vorwerk
1899 heiratete August Mittelsten Scheid Mathilde Vorwerk, die Tochter des Vorwerk-Mitbegründers Carl Vorwerk. Da ihm das Potenzial der Barmer-Artikel-Industrie zu gering war, trat er 1904 auf Wunsch seines Schwiegervaters, der selber einen Schlaganfall erlitt und keinen Nachfolger hatte, in die Leitung der Vorwerk-Firma ein. Unter seiner Leitung wurde 1907 – er war fortan alleiniger Gesellschafter – eine Wollspinnerei erworben, 1919 folgten zwei Werke in Bayern, in denen Möbelstoffe produziert wurden. Durch diese Amtshandlungen wurde das Geschäftsfeld der Firma Vorwerk schon nachhaltig erweitert.
Sich seiner öffentlichen Verantwortung bewusst, war er ab 1902 im Vorstand der Bergischen Arbeitgeberverbände aktiv und seit 1907 Mitglied der Handelskammer zu Barmen. 1914 gründete er in Chemnitz gemeinsam mit Kommerzienrat Hand Vogel den Verband der Möbelstoff-Fabrikanten, ein halbes Jahr später folgte der Verband der Teppichfabrikanten. Kurz darauf wurden beide Verbände zusammengeschlossen und standen 21 Jahre unter der Leitung von Mittelsten Scheid. Darüber hinaus war er in einigen Spitzenverbänden der deutschen Industrie und später auch im Präsidium des Reichsverbandes der Deutschen Industrie tätig. Zudem arbeitete er stets mit deutschen Institutionen wie der Commerzbank oder der Gothaer Lebensversicherung zusammen.
Unter Mittelsten Scheids Leitung wurde das Geschäftsfeld Vorwerks bis 1926 um die Feinmechanik, den Getriebebau sowie den Elektrogerätebau erweitert. Dies wurde vor allem durch die im Ersten Weltkrieg hinzugewonnenen technischen Kenntnisse ermöglicht.
Bis 1936 leitete Mittelsten Scheid das Unternehmen in alleiniger Verantwortung. Auf eigenen Wunsch hin wurde er ab 1932 bzw. 1934 von seinen beiden Söhnen Werner Mittelsten Scheid und Erich Mittelsten Scheid unterstützt. Da er sich dem nationalsozialistischen Regime gegenüber stets als Oppositionist betrachtete, legte er ab 1935 schließlich sämtliche öffentliche Ämter nieder. Als 1943 sein Wohnhaus und seine Firma bei den Luftangriffen auf Wuppertal stark beschädigt wurden, übertrug er die Firmenleitung seinen beiden Söhnen.
Nach der Zerstörung seines Wohnhauses 1943 zog Mittelsten Scheid mit seiner Ehefrau Mathilde nach Wipperfürth, wo sie ein Landhaus an einer Spinnerei besaßen. Dort verstarb er 1955.